# Nicholas Windsor
Lord Nicholas Charles Edward Jonathan Windsor (London, 1970. július 25. –) Eduárd kenti herceg és Katalin kenti hercegné második fia és harmadik gyermeke, a brit uralkodó család, a Windsor-ház tagja, V. György brit király dédunokája.
Lord Nicholas 1970. július 25-én a londoni University Hospital kórházban született, a királyi család tagjai közül elsőként. Születése óta, apja jogán, jár neki a lord megszólítás, de személyesen semmilyen nemesi címet nem visel.
1970. szeptember 11-én keresztelték meg a windsori kastélyban, egyik keresztapja Károly walesi herceg. Tanulmányait a Westminster School, később a Harrow School iskolákban végezte, majd az oxfordi egyetemre, a Harris Manchester College-ba járt.

## Vallása
2011-ben zártkörű szertartáson, anyja példáját követve, felvette a római katolikus vallást és ezzel kizárta magát az Egyesült Királyság trónöröklési rangsorából. Az 1701-es "Act of Settlement" megtiltja, hogy a trón katolikus vallású személyek örököljék. Lord Nicholas a brit királyi család első tagja II. Károly óta, aki áttért a római katolikus vallásra (utóbbi 1685-ben, halálos ágyán tette). A brit parlament néhány tagja 2006-ban gratulált neki házassága, illetve fia, Albert keresztelése alkalmából, aki a királyi család első tagja, akit születésekor katolikus vallásúnak keresztelnek meg 1668 óta. Ezt megelőzően a 30. helyet foglalta el az Egyesült Királyság trónöröklési rangsorában.

## Házassága
Lord Nicholas Windsor 2006 júliusában jegyezte el Paola Doimi de Lupis Frankopant. Az esküvőre 2006. november 4-én, a Vatikánban található Santo Stefano degli Abissini templomban került sor, katolikus szertartás keretén belül. A polgári szertartást 2006. október 19-én Londonban tartották. A házasság után felesége hivatalos neve Lady Nicholas Windsor. Ez volt a történelemben az első alkalom, hogy a brit királyi család valamelyik tagja a Vatikánban kötött házasságot. Az 1772-es Royal Marriages Act értelmében a Királyi Államtanácsnak kellett jóváhagyni a házasságot.

## Gyermekei
Lord és Lady Nicholas első gyermeke, Albert Louis Philip Edward Windsor, 2007. szeptember 22-én született a londoni Chelsea and Westminster Hospital kórházban. Albert jelenleg Eduárd kenti herceg nyolcadik unokája és a Windsor család első tagja, aki VI. György király óta az Albert nevet kapta.
Lady Nicholas 2009. szeptember 8-án hozta világra második gyermeküket, Leopold Ernest Augustus Guelph Windsort.
Albert és Leopold jogosultak a The Honourable (kb. méltóságos) megszólítást feltüntetni nevük előtt (a királyi család honlapján is így szerepelnek). Leopoldot 2010. május 29-én a Vatikánban keresztelték meg.

## György, Kent 1. hercege leszármazottai
A részleges családfán megjelenítettük a Kent hercege cím öröklésében fontos személyeket. Feltüntettük azokat, akikről (2024) született magyar szócikk.
- V. György brit király (1865. június 3. – 1936. január 20.) Felesége: Teck Mária
  - VIII. Eduárd brit király
  - VI. György brit király
  - Mária brit királyi hercegnő
  - Henrik Gloucester 1. hercege (1900. március 31. - 1974. június 10.)
    - innen lásd Gloucester hercege

  - György, Kent 1. hercege (1902. december 20. - 1942. augusztus 25.) Felesége: Marina görög hercegnő (1906 – 1968)
    - Eduárd, Kent 2. hercege (1935. október 9. – ) Felesége: Katalin kenti hercegné[11] (1933 –)
      - George Windsor[12], St Andrews grófja (1962. június 26–) Felesége: Sylvana Tomaselli (1957–)
        - Edward Windsor[11], Lord Downpatrick (1988. december 2. –)
        - Marina Windsor[11] (1992. szeptember 30.–)
        - Amelia Windsor (1995. augusztus 24.–)

      - Helen Taylor (1964–) Férje: Timothy Verner Taylor (1963–)
        - négy gyerek

      - Nicholas Windsor (1970–) Felesége: Paola Louise Marica Doimi de Lupis
        - három gyerek

    - Alexandra (1936–) Férje: Angus Ogilvy (1928–2004)
      - James Ogilvy (1964–) Felesége: Julia Rawlinson
        - két gyerek

      - Marina Ogilvy (1966–) Férje: Paul Mowatt (1990 – 1997)

  - János brit királyi herceg (1905-1919)